# 过宁扶
过宁扶（1932年—），女，江苏无锡人，中国工程师，曾任第五、六、七、八届全国政协委员。